# Nephrotoma sinensis
Nephrotoma sinensis är en tvåvingeart som först beskrevs av Edwards 1916.  Nephrotoma sinensis ingår i släktet Nephrotoma och familjen storharkrankar. Inga underarter finns listade i Catalogue of Life.